# 五氧化二溴
五氧化二溴是一种由氧和溴组成的化合物，化学式 Br2O5。它是一种在−20 °C以下稳定的无色固体。五氧化二溴的结构为O2Br−O−BrO2,Br−O−键角为121.2°。每个BrO3都是四面体型结构。

## 制备
五氧化二溴可以由溴的二氯甲烷溶液和臭氧在低温下从丙腈中重结晶。